# هادي شريفي
هادي شريفي لاعب كرة قدم سعودي سابق، يلعب في خط الدفاع .
كانت بداياته مع نادي النصر و بعدها لعب لأندية الحزم وسدوس والعربي .

## روابط خارجية
- هادي شريفي على موقع الاتحاد الدولي (مؤرشف)  (الإنجليزية)
- هادي شريفي على موقع قاعدة بيانات كرة القدم.إي يو (الإنجليزية)
- هادي شريفي على موقع ناشيونال فوتبول تيمز (الإنجليزية)